# 호타촌
호타촌(芳田村)은 효고현 가사이군에 설치되었던 촌이다. 현재의 니시와키시 남서부에 해당한다.

## 역사
- 1889년 4월 1일 - 정촌제 시행에 의해 8촌의 구역을 가지고 성립하였다.
- 1954년 3월 29일 - 니시와키시에 편입해, 동일 호타촌은 폐지되었다.

## 참고문헌
- 가도카와 일본지명대사전 28 효고현